# Białki (Sadlinki)
Białki [ˈbjau̯ki] (deutsch Bialken, in den 1930er Jahren Weißenkrug, ehem. Landkreis Marienwerder, Westpreußen) ist ein Dorf in der Landgemeinde Sadlinki im Powiat Kwidzyński der polnischen Woiwodschaft Pommern.
Zu Białki gehört auch der Wohnplatz Bialski Młyn (Bialker Mühle).
Bevölkerungsentwicklung
Die Entwicklung der Einwohnerzahl von Białki. Am 2. Juni 1909 wurde der bis dahin selbständige Gutsbezirk Bialken in die Landgemeinde eingegliedert, weshalb ab diesem Datum die Gesamteinwohnerzahl angegeben ist.
| Jahr | Einwohner    | Einwohner    |
| ---- | ------------ | ------------ |
|      | Landgemeinde | Gutsbezirk   |
| 1845 | 270          | keine Angabe |
| 1855 | 278          | keine Angabe |
| 1874 | 399          | 399          |
| 1895 | keine Angabe | 96           |
| 1905 | 285          | 138          |
|      | Landgemeinde |              |
| 1910 | 353          | 353          |
| 1925 | 513          | 513          |

## Söhne und Töchter des Ortes
- Rudolf Arndt (1835–1900), Psychiater und Amateur-Botaniker.